# Weinbau in Bulgarien
Der Weinbau in Bulgarien hat eine lange Tradition. Bulgarien zählt zu den größten Weinerzeugerländern Europas. Das Land liegt im Zentrum der Balkanhalbinsel auf den gleichen Breitengraden wie die Toskana und Katalonien zwischen der gemäßigten kontinentalen und der mediterranen Klimazone.

## Weinbauregionen

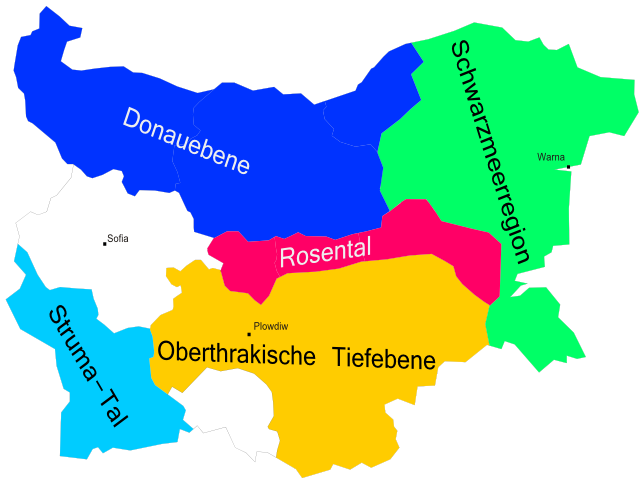
Weinbauregionen in Bulgarien

Bulgarien lässt sich aufgrund der klimatischen Bedingungen und der angebauten Rebsorten in fünf Weinbauregionen unterteilen:
- Die Region Donauebene im Norden Bulgariens. Sie erstreckt sich über die mittleren und westlichen Teile der Walachischen Tiefebene, das Südufer der Donau und die angrenzenden Gebiete. Diese Region zeichnet sich durch ihr gemäßigtes kontinentales Klima mit heißen Sommern und vielen Sonnenstunden aus. Es werden hauptsächlich Muskat-Ottonel, Cabernet Sauvignon, Merlot, Chardonnay, Aligoté, Pamid und Gamza angebaut.

- Die Schwarzmeerregion im Osten Bulgariens. Die Schwarzmeerregion zeichnet sich durch einen langen und milden Herbst aus. Dies sind hervorragende Bedingungen für die Zuckerbildung, was insbesondere den Weißweinen aus der Region zugutekommt. In der Schwarzmeerregion finden sich insbesondere Dimiat, Riesling, Muskat-Ottonel, Ugni blanc, Sauvignon blanc, Cabernet Sauvignon, Chardonnay und Gewürztraminer.

- Das Rosental in Zentral-Bulgarien. Das Rosental liegt südlich des Balkangebirges. In dieser Region dominieren Muskateller, Riesling, Rkatsiteli, Cabernet Sauvignon, Misket und Merlot.

- Die Oberthrakische Tiefebene im Süden Bulgariens. In dieser Region herrscht ein gemäßigtes kontinentales Klima mit einer gleichmäßigen Verteilung der Niederschläge über die gesamte Wachstumsperiode. Hier wird Mavrud, Merlot, Cabernet Sauvignon, Muskateller and Pamid angebaut.

- Das Struma-Tal im Südwesten. In diesem Gebiet herrschen nahezu mediterrane klimatische Bedingungen. Die angebauten Rebsorten sind: Cabernet Sauvignon, Merlot und die regionale Melnik.

## Geschichte
Der Weinbau in Bulgarien reicht bis in die Zeit der Thraker zurück, die das heutige Bulgarien im 8. Jahrhundert vor Christus besiedelten. Durch die römische Besatzung kamen neue Weinbau- und Keltermethoden auf die Balkanhalbinsel. In dieser Zeit wurde der thrakische Wein im gesamten römischen Reich berühmt.
Im Mittelalter bauten Mönche vor allem Rotwein im Gebiet des heutigen Bulgarien an. Während der türkischen Herrschaft hatte der Weinbau keine besondere Bedeutung, da der Koran den Moslems den Weingenuss verbietet. Allerdings wurden in dieser Zeit verstärkt Tafeltrauben angebaut.
Anfang des 20. Jahrhunderts vernichtete die Reblaus einen großen Teil der Anbauflächen. Beim folgenden Neuaufbau wurden neben den traditionellen Rebsorten französische Rebsorten eingeführt. In den folgenden Jahrzehnten entwickelten sich Weinbaugenossenschaften nach westeuropäischem Vorbild. In der sozialistischen Ära wurde 1947 das Staatsmonopol Vinprom gegründet. Zur Versorgung des Ostblockes nahm der Weinbau industrielle Züge an. 1990 wurden alle Weingüter privatisiert.

## Weinwirtschaft heute
Die Nationale Reben- und Weinkammer wurde im Februar 2000 gegründet. Sie ist die einzige Organisation in Bulgarien, die sich professionell für alle im Weinbau und in der Weinherstellung Tätigen einsetzt.
Im Jahr 2004 produzierte Bulgarien auf einer Fläche von 97.000 ha 1.949.000 hl Wein. Davon entfielen 63 % auf Rotwein, 31 % auf Weißwein, die verbleibenden 6 % auf Dessertwein. Vor Zusammenbruch des Ostblockes wurden 80 % der Gesamtproduktion exportiert, heute wird knapp die Hälfte (905.000 hl) exportiert. 85 % der Exporte gehen in sechs Länder: Russland (35 %), Polen (23 %), Großbritannien, Deutschland, Lettland und Litauen.
Ein großer Teil der Rebstöcke zeigt eine ungünstige Altersstruktur (65 % älter als 20 Jahre) und befindet sich in einem schlechten Zustand. Die notwendige Pflege findet vor allem bei den Sorten für die nur niedrige Preise erzielt werden können, z. B. Pamid und Dimyat, nicht statt.
In den letzten Jahren hat der Weinbau von Modernisierungsprogrammen profitiert. So wurden beispielsweise im Rahmen des SAPARD-Programms 5000 ha Rebland neu bepflanzt.
Im Jahr 2022 wies Bulgarien 65.000 ha Rebfläche gemäß OIV-Statistik auf.
Rebsortenspiegel:
| Sorte                    | Anteil |
| ------------------------ | ------ |
| Pamid                    | 22 %   |
| Merlot                   | 11 %   |
| Cabernet Sauvignon       | 10 %   |
| Rkaziteli                | 9 %    |
| Dimiat                   | 8 %    |
| Siroka Melniska (Melnik) | 4 %    |
| Misket                   | 4 %    |
| Musket-Otonell           | 3 %    |
| Chardonnay               | 2 %    |
| Ugni Blanc               | 2 %    |